# NGC 5856
NGC 5856 é uma estrela dupla na direção da constelação de Boötes. O objeto foi descoberto pelo astrônomo William Herschel em 1791, usando um telescópio refletor com abertura de 18,6 polegadas. 